# Петров Юрій Борисович
Юрій Борисович Петров (нар. 28 березня 1947, Луцьк) — радянський футболіст, що грав на позиції нападника і півзахисника. Відомий виступами за низку українських команд класів «А» і «Б» радянського футболу, найбільш відомий виступами за луцький футбольний клуб «Волинь», у якій він був одним із кращих бомбардирів команди за час виступів у класі «Б» — 16 м'ячів.

## Клубна кар'єра
Юрій Петров народився у Луцьку. і розпочав займатися футболом у місцевій ДЮСШ. Дебютував у лізі майстрів молодий футболіст у 1965 році в команді з рідного міста «Волинь», яка виступала в радянському класі «Б». Уже в першому сезоні Петров став одним із кращих бомбардирів команди, відзначившись 7 забитими м'ячами в 35 матчах. Наступного сезону футболіст повторив свій гольовий результат, відзначившись 7 м'ячами у 32 проведених матчах. Успішна гра молодого нападника привернула увагу керівництва клубу групи «А» — львівських «Карпат», і Юрій Петров у кінці 1966 року отримав запрошення від львівського клубу. Проте він зіграв у «Карпатах» лише одну гру в чемпіонаті, та повернувся до Луцька. Проте в цей раз футболіст не відзначався великою результативність, і в сезоні 1967 року він відзначився лише 2 забитими м'ячами в 33 проведених матчах. Наступного року Юрія Петрова призвали на строкову службу до Радянської Армії, яку він проходив спочатку в дублюючому складі львівського СКА, за основний склад якого не провів жодного матчу, а далі в команді ЛВВПУ. Після закінчення служби в армії Петров більше року виступав за рівненську команду другої ліги «Горинь». Завершив виступи в командах майстрів Юрій Петров у могильовському «Спартаку», в якому зіграв 10 матчів у сезоні 1971 року.